# Kragaliden
Die Kragaliden (griechisch Κραγαλίδαι / Kragalidai, manchmal auch Κραυγαλλίδαι / Kraugallidai genannt) waren ein hellenischer Volksstamm im antiken Griechenland und vermutlich mit den Dryopern verwandt.

## Geschichte
Die Kragaliden siedelten in Kraugallion im südlichen Teil von Phokis nahe der Stadt Kirrha und genossen unter ihren Nachbarn großes Ansehen. Zum Schutz von Delphi sollen sie sich mit den Bewohnern der Kirrha und anderen Stämmen zu einem Bund zusammengeschlossen haben. Dem gegenüber steht die allgemein verbreitete Geschichte ihres Niederganges:
Weil sie sich gemeinsam mit den Kirrhäern gegen das Heiligtum von Delphi versündigt hatten, wurde auf Geheiß Apollons (nach einem Orakelspruch der Pythia) der erste heilige Krieg ausgerufen. Die Thessalier siegten; Kirrhäern und Kragaliden wurde ihr Grundeigentum entzogen und sie waren künftig Tempelsklaven des Heiligtumes. Kirrha wurde zerstört und die Spur der Kragaliden verschwand im Laufe der Zeit gänzlich.
Der Widerspruch lässt sich so erklären, dass die Kragaliden ursprünglich Angehörige des Tempels waren, sich jedoch später mit den Vorständen des Heiligtumes zerstritten.

## Mythologie
Laut Legende ist Kragaleus der Namensgeber des Volkes. Der Befehl des pythischen Apollon, die Kragaliden zu vernichten und sie zu seinen und Artemis’ Dienern zu machen , findet eine Entsprechung in der Erzählung über Kragaleus: Als dieser einst von Apollon, Artemis und Herakles aufgefordert wurde, ihren Streit um Ambrakia zu schlichten, sprach er die Stadt dem Herakles zu – woraufhin Apollon den Schiedsrichter in einen Felsen verwandelte.